# 本鹽釜站
本鹽釜站（日语：／ Hon-Shiogama eki */?）是位於宮城縣鹽竈市海岸通15番1號，東日本旅客鐵道（JR東日本）的仙石線車站。

## 歷史
- 1926年（大正15年）
  - 4月14日：宮城電氣鐵道（日语：宮城電気鉄道）本鹽釜站啟用（現時遺址成為「壹番館（日语：壱番館）」。當時月台為1面1線。
  - 8月12日：車站名稱改名為臨時本鹽釜[1]。在8月26日，再次改名為本鹽釜[2]。
- 1944年（昭和19年）5月1日：宮城電氣鐵道被國有化，成為運輸通信省車站。同時車站改名為本鹽竈站。
- 1963年（昭和38年）5月25日：車站改名為本鹽釜站。
- 1974年（昭和49年）4月1日：開設綠色窗口[3]。
- 1981年（昭和56年）11月1日：隨著車站高架和雙線化，車站遷移至現地（前鹽釜線鹽釜港站（在改名為鹽釜埠頭站（日语：塩釜埠頭駅）後廢止）內）。月台成為2面2線。
- 1987年（昭和62年）4月1日：伴隨國鐵分割民營化，車站由東日本旅客鐵道（JR東日本）營運[4]。
- 2002年（平成14年）：由於「船隻繁忙地進出，縣下首屈一指的港町中心車站」，車站被選為東北車站百選之一。
- 2003年（平成15年）
  - 2月6日：引入自動閘機。
  - 10月26日：此站開始可以使用IC卡「Suica」[5]。
- 2007年（平成19年）4月：新設Aqua Gate出口設。
- 2011年（平成23年）
  - 3月11日：東日本大震災所引發的海嘯衝擊車站大樓1樓。
  - 4月19日：閘口周邊臨時重開。列車小鶴新田至東鹽釜之間重開。在入口2處標示了海嘯水浸高度（約170厘米）。
- 2013年（平成25年）10月31日：當日起「View Plaza本鹽釜」結業（在11月30日前仍可接受預約、變更和退款）。業務由「View Plaza多賀城」繼承。
- 2015年（平成27年）4月1日：成為業務委託車站。廢除本鹽釜站長，由塩釜站管理。
- 2018年（平成30年）11月27日：站內商業設施「tekute 本鹽釜」開業[6][7]。鹽竈市觀光資訊所遷移至站內[6]。

## 車站構造
此站是高架車站，設有2面2線的相對式月台。車站設有神社參道出口和S-PORT出口，另外設有新開設的Aqua Gate出口，共有3處。
此站由多賀城站管理的業務委託車站，委托了JR東日本東北綜合服務負責車站業務。從前此站設有站長、管理助理和助理，當時為管理車站，管理東北本線鹽釜站和仙石線西鹽釜站至陸前濱田站之間各站。另外，在2003年10月前，車站管理西鹽釜站至陸前小野站之間各站，以東車站由石卷站管理。
站內設有綠色窗口、自動售票機（包含指定席售票機）、自動閘機和自動補票機。在設置自動閘機之際，有人檢票口與綠色窗口一體化。
在閘口外的車站大堂靠近石卷一方設有商業設施「tekute 本鹽釜」。另外，鹽竈市觀光資訊所位於站內。
從前於閘口處設有View Plaza。在東日本大震災後，設置了臨時空間，可進行電話預約後的發票和取票服務。後來，在原本位置回復正常營業。現時站內的View Plaza已經廢止。業務由View Plaza多賀城（2019年12月28日結業）繼承。

### 月台
| 月台 | 路線    | 上下行 | 方向               |
| ---- | ------- | ------ | ------------------ |
| 1    | ■仙石線 | 下行   | 松島海岸、石卷方向 |
| 2    | ■仙石線 | 上行   | 多賀城、仙台方向   |

參考

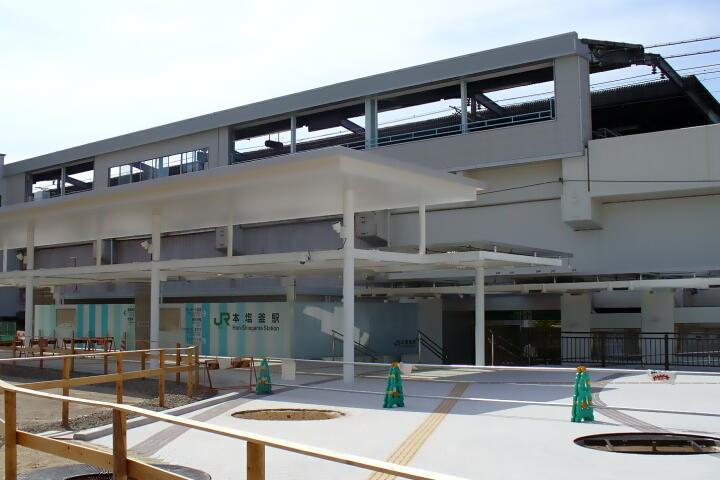
本鹽釜站（Aqua Gate出口）
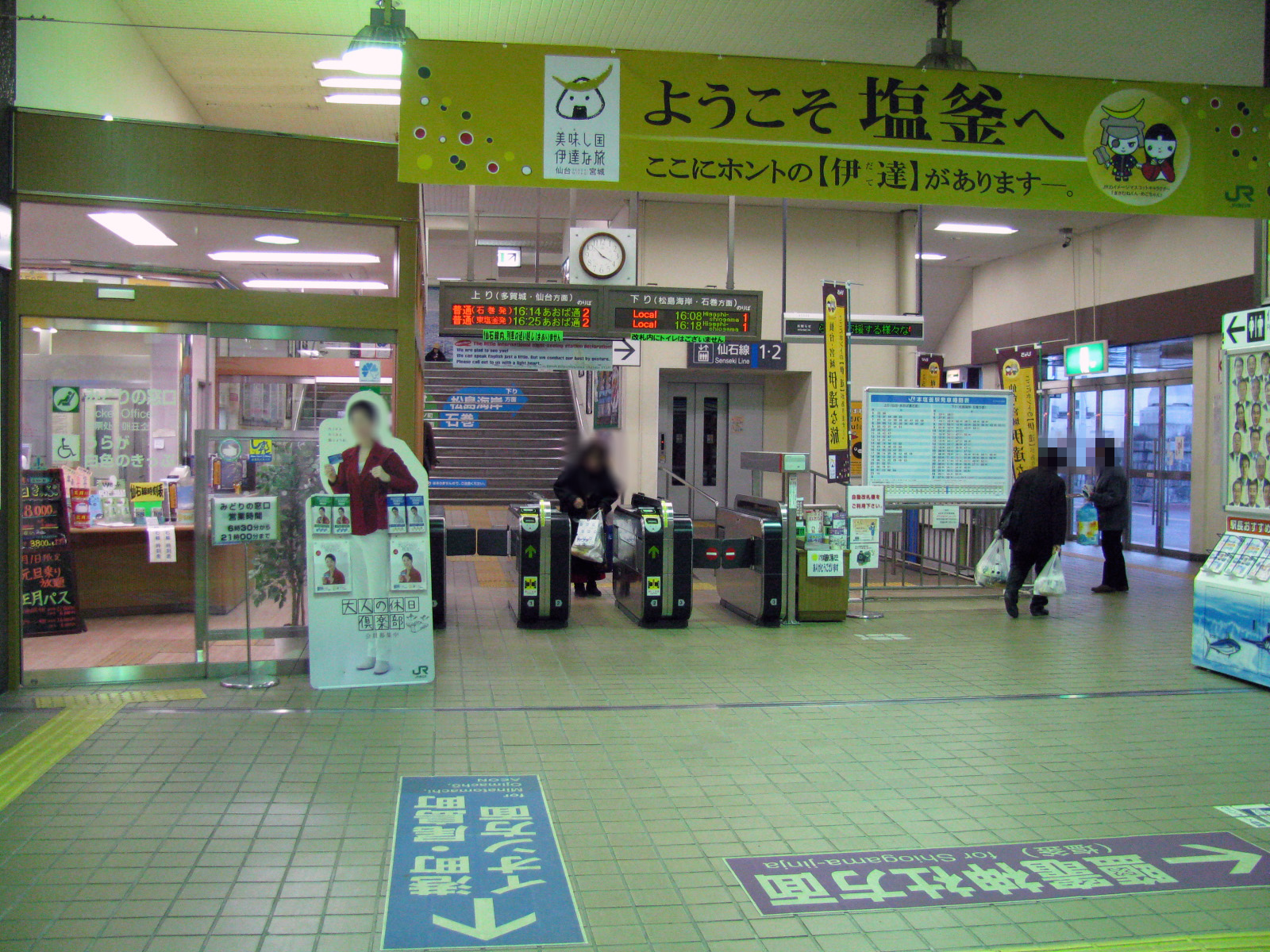
閘口
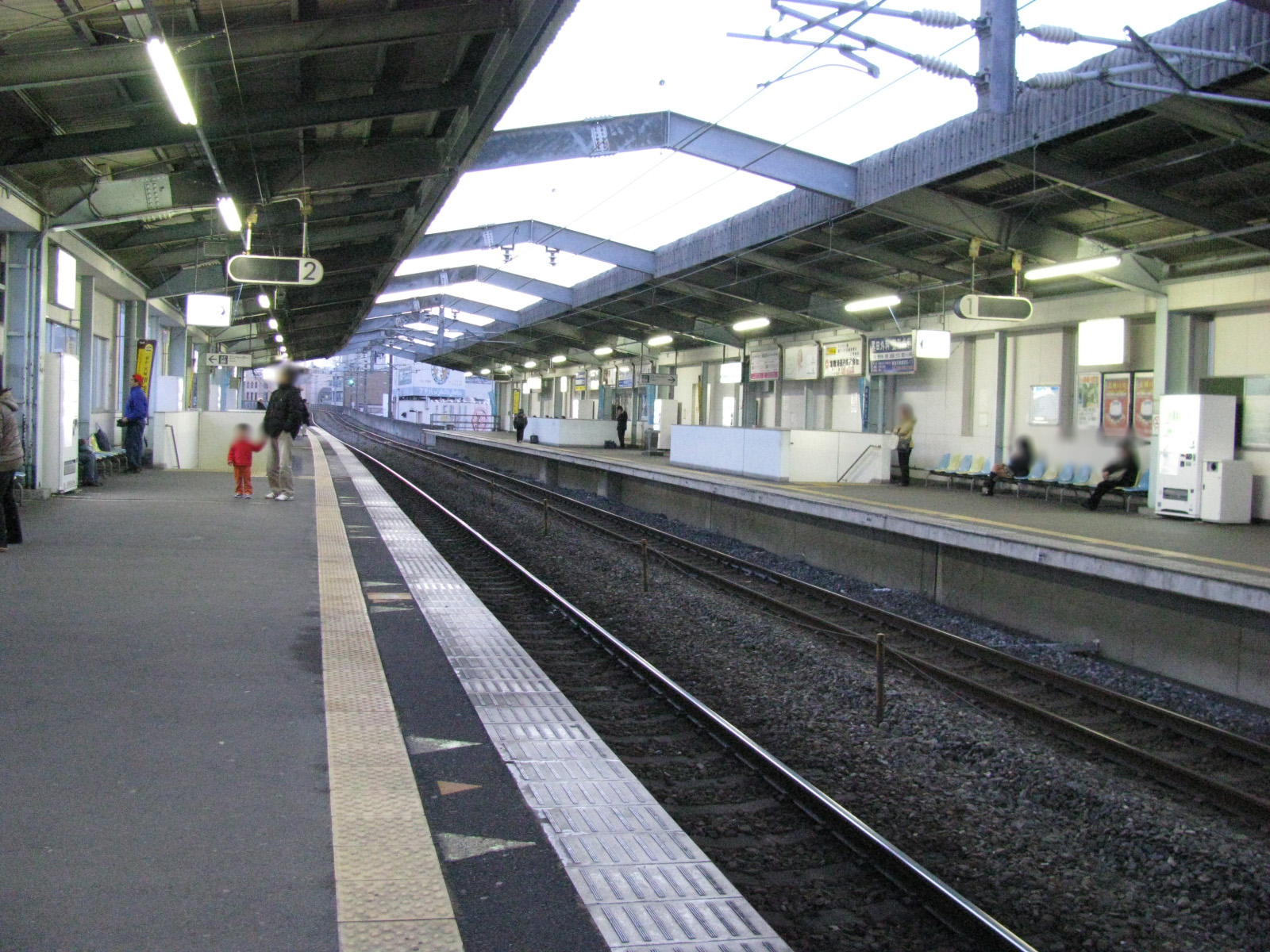
月台

## 使用狀況
根據「JR東日本」，2019年度（令和元年度）1日平均乘車人次為2,755人。
| 乘車人次變化       | 乘車人次變化     | 乘車人次變化    |
| 年度               | 1日平均 乘車人次 | 參考資料        |
| ------------------ | ---------------- | --------------- |
| 2000年（平成12年） | 3,599            | [ 利用客数 2 ]  |
| 2001年（平成13年） | 3,528            | [ 利用客数 3 ]  |
| 2002年（平成14年） | 3,429            | [ 利用客数 4 ]  |
| 2003年（平成15年） | 3,359            | [ 利用客数 5 ]  |
| 2004年（平成16年） | 3,269            | [ 利用客数 6 ]  |
| 2005年（平成17年） | 3,245            | [ 利用客数 7 ]  |
| 2006年（平成18年） | 3,089            | [ 利用客数 8 ]  |
| 2007年（平成19年） | 3,108            | [ 利用客数 9 ]  |
| 2008年（平成20年） | 3,074            | [ 利用客数 10 ] |
| 2009年（平成21年） | 2,992            | [ 利用客数 11 ] |
| 2010年（平成22年） | 2,846            | [ 利用客数 12 ] |
| 2011年（平成23年） |                  |                 |
| 2012年（平成24年） | 2,736            | [ 利用客数 13 ] |
| 2013年（平成25年） | 2,867            | [ 利用客数 14 ] |
| 2014年（平成26年） | 2,905            | [ 利用客数 15 ] |
| 2015年（平成27年） | 2,980            | [ 利用客数 16 ] |
| 2016年（平成28年） | 2,992            | [ 利用客数 17 ] |
| 2017年（平成29年） | 2,948            | [ 利用客数 18 ] |
| 2018年（平成30年） | 2,882            | [ 利用客数 19 ] |
| 2019年（令和元年） | 2,755            | [ 利用客数 1 ]  |

## 車站周邊
車站位於鹽竈市中心位置。
- 壹番館（日语：壱番館）（舊本鹽釜站遺址）
- 七十七銀行（日语：七十七銀行）鹽釜分店
- 北日本銀行（日语：北日本銀行）鹽釜分店
- 仙台銀行（日语：仙台銀行）鹽釜分店
- 杜之都信用金庫（日语：杜の都信用金庫）鹽竈營業部
- 東北勞動金庫（日语：東北労働金庫）新鹽釜分店
- 鹽竈市政廳
- 鹽釜郵局（日语：塩釜郵便局）
- 鹽竈神社
- AEON Town鹽釜（日语：イオンタウン塩釜）
- ホーマックHomac（日语：ホーマックHomac）鹽釜店
- Marine Gate鹽釜（日语：マリンゲート塩釜）
- 國道45號
- 第一漁協會館
  - 宮城縣漁業協同組合（日语：宮城県漁業協同組合） 鹽釜市第一分所
  - 鹽釜站前郵局
- 仙台鹽釜港（鹽釜港區）

## 巴士路線
- 宮交巴士（日语：ミヤコーバス）
  - 利府線：鹽釜站前、利府站前、利府高校（日语：宮城県利府高等学校）/經湯場 前往白橋台
  - 高球場線：經鹽釜市體育館高球場前前往千賀之台西
  - 鹽竈市內循環線（鹽尾100日圓巴士）
  - 經魚市場前往鹽釜（營）（日语：ミヤコーバス塩釜営業所）
  - Marine Gate鹽釜
  - 鹽釜埠
- NEW鹽尾100日圓巴士（委托日本交通（日语：ジャパン交通）行走）
- 七濱町民巴士（委托日本交通行走）

## 相鄰車站
東日本旅客鐵道（JR東日本）
■仙石線
西鹽釜－本鹽釜－東鹽釜

## 注腳

### 使用狀況
1. 1 2  . 東日本旅客鉄道.   [2020-07-12]. （原始内容存档于2020-07-10） （日语）.
2. ↑  . 東日本旅客鉄道.   [2019-02-09]. （原始内容存档于2019-03-28） （日语）.
3. ↑  . 東日本旅客鉄道.   [2019-02-09]. （原始内容存档于2019-03-28） （日语）.
4. ↑  . 東日本旅客鉄道.   [2019-02-09]. （原始内容存档于2019-03-28） （日语）.
5. ↑  . 東日本旅客鉄道.   [2019-02-09]. （原始内容存档于2019-03-28） （日语）.
6. ↑  . 東日本旅客鉄道.   [2019-02-09]. （原始内容存档于2019-03-28） （日语）.
7. ↑  . 東日本旅客鉄道.   [2019-02-09]. （原始内容存档于2019-03-28） （日语）.
8. ↑  . 東日本旅客鉄道.   [2019-02-09]. （原始内容存档于2019-03-28） （日语）.
9. ↑  . 東日本旅客鉄道.   [2019-02-09]. （原始内容存档于2019-03-28） （日语）.
10. ↑  . 東日本旅客鉄道.   [2019-02-09]. （原始内容存档于2019-03-28） （日语）.
11. ↑  . 東日本旅客鉄道.   [2019-02-09]. （原始内容存档于2019-03-28） （日语）.
12. ↑  . 東日本旅客鉄道.   [2019-02-09]. （原始内容存档于2019-03-28） （日语）.
13. ↑  . 東日本旅客鉄道.   [2019-02-09]. （原始内容存档于2019-03-22） （日语）.
14. ↑  . 東日本旅客鉄道.   [2019-02-09]. （原始内容存档于2016-03-04） （日语）.
15. ↑  . 東日本旅客鉄道.   [2019-02-09]. （原始内容存档于2019-03-22） （日语）.
16. ↑  . 東日本旅客鉄道.   [2019-02-09]. （原始内容存档于2019-03-22） （日语）.
17. ↑  . 東日本旅客鉄道.   [2019-02-09]. （原始内容存档于2019-03-22） （日语）.
18. ↑  . 東日本旅客鉄道.   [2019-02-09]. （原始内容存档于2019-03-22） （日语）.
19. ↑  . 東日本旅客鉄道.   [2019-07-18]. （原始内容存档于2019-07-05） （日语）.

## 外部連結
- 車站資訊（本鹽釜）：東日本旅客鐵道（日語）